# Appias ithome
Appias ithome is een vlindersoort uit de familie van de Pieridae (witjes), onderfamilie Pierinae.
Appias ithome werd in 1859 beschreven door C. & R. Felder.